# Iah (vương hậu)
Iah (cũng được viết là Yah, Jah hoặc Aah) là một công chúa, đồng thời là một vương hậu sống vào thời kỳ Vương triều thứ 11 trong lịch sử Ai Cập cổ đại. Bà được đặt theo tên của thần mặt trăng Iah và cũng là một "Nữ tư tế của Hathor".

## Thân thế

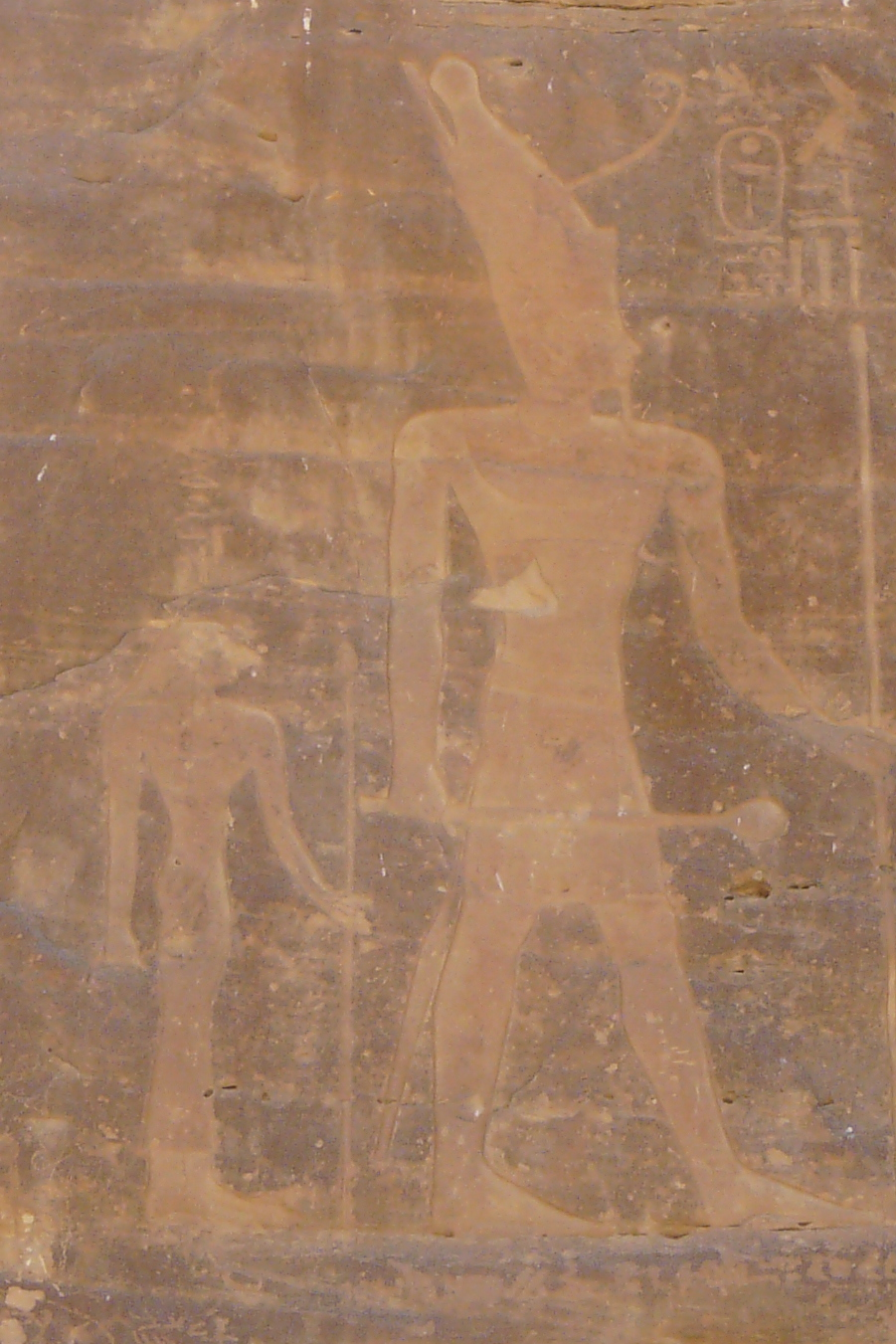
Nữ hoàng Ai Cập cổ đại Iah (trái) và con trai bà, pharaoh Mentuhotep II (phải), cận cảnh bức tranh khắc đá của Vương triều thứ 11.

Dựa trên những dòng văn tự cổ, bà được gọi với danh hiệu "Con gái của Vua". Danh hiệu này cho thấy, Iah xuất thân là một công chúa, và rất có thể là con gái của pharaon Intef II, nhưng điều này chỉ mang tính phỏng đoán. Mặc dù không được gọi là "Vợ của Vua", bà vẫn được chứng thực là vợ của pharaon Intef III và là mẹ đẻ của pharaon Mentuhotep II nhờ vào bức phù điêu của Người quản khố và giữ ấn Kheti, được tìm thấy tại Shatt er-Rigal.
Trên tường ngôi mộ TT319 của Neferu II, một vương hậu của Mentuhotep II, có khắc những dòng chữ sau: "Nefru, sinh bởi Yah". Do đó, Neferu II cũng là một người con của vương hậu Iah, tức Neferu là chị em ruột với chồng mình, Mentuhotep II.